# Købestævne, Fredericia
Købestævne, Fredericia er en dansk dokumentarfilm fra 1923 med ukendt instruktør.

## Handling
Filmen er tilsyneladende en sammenklipning af flere forskellige optagelser. Først Fredericias gader. Mennesker på vej til købestævnet. Biler. Interiør: Udstillingshallen. Varer udstillet, ældre mennesker omkring et bord. Mand læser op. Udrykning med brandsprøjter. Motoriseret sprøjte. Stiger og andet brandmateriel trukket af brandmændene selv. Øvelse ved høj ejendom, Axeltorv, Geddesborg? Messeområdet eksteriør. Mere ildslukningsøvelse. Messeområdet. Ældre mennesker i have ved stor bygning. Kaffebord for gamle i have. Cigarsortering. Ældre damer knipler.